# Nicolas Parent (homme politique)
Nicolas Parent, né le 9 juin 1982 à Huy, est un homme politique belge, membre de Ecolo.

## Biographie
Nicolas Parent nait le 9 juin 1982 à Huy. Il fait ses études secondaires à l'Athénée royal de Huy puis entreprend une licence en Histoire à l'université de Liège. Son mémoire de licence porte sur le Rexisme en région hutoise. À la suite de ses études, il écrit deux livres de témoignages pour la commune de Wanze sur la seconde guerre mondiale et l'immigration italienne à Wanze. Ce dernier ouvrage sera traduit en italien par le consulat d'Italie.
Enseignant en histoire dans différentes Athénées, Nicolas Parent est également collaborateur pour les journaux La Meuse Huy-Waremme et La Libre Belgique, Gazette de Liège entre 2003 et 2008.
Sur le plan militant, il s'engage au sein de l'association fédéraliste Bplus en 2003 et en devient vice-président du temps de la présidence de Gilles Vandenburre. Il organise notamment differentes actions de promotion de la circonscription fédérale et coordonne la redaction du livre "Good morning Belgium" qui reunit differentes contributions pour un fédéralisme revigoré.
De 2009 à 2015, il est attaché de presse puis porte-parole d'Ecolo sous les coprésidences de Jean-Michel Javaux - Isabelle Durant ; Jean-Michel Javaux - Sarah Turine ; Emily Hoyos - Olivier Deleuze ; Zakia Khattabi - Patrick Dupriez. Il devient ensuite chargé de la communication des Echevines Ecolo de Namur Patricia Grandchamps et Charlotte Mouget, puis responsable communication de la Vice-présidente de la Fédération Wallonie Bruxelles, Bénédicte Linard (2019-2020). Il retrouve cette fonction en 2023 au sein du cabinet de la Secrétaire d'état fédérale à l'égalité des chances Marie-Colline Leroy.
Le 1 octobre 2020, il devient député fédéral à la Chambre des représentants en remplaçant Sarah Schlitz qui devient secrétaire d'État dans le gouvernement De Croo. En tant que député fédéral, il obtient notamment le vote d'une proposition d'audit de la Cour des comptes sur le dossier de la gare de Mons ainsi que l'adoption d'une proposition de loi, qu'il cosigne, portant sur l'interdiction de fumer sur les quais de gares. Il s'engage également fortement sur la question de la disparition des distributeurs bancaires et pour le retour des trains de nuit.
Le 11 mai 2023, Sarah Schlitz reprend son siège de députée à la suite de sa démission du gouvernement De Croo et Nicolas Parent redevient premier suppléant de la circonscription électorale de la province de Liège.
Au niveau communal, il siège comme conseiller à Wanze et cheffe de groupe Ecolo entre 2012 et 2021. Il redevient conseiller communal de la liste WanzeEcologie à l'issue des élections de 2024.
Il exerce egalement differentes fonctions internes chez Ecolo dont coprésident local et régional (Huy-Waremme).